# Horcón, al sur de ninguna parte
Horcón, al Sur de Ninguna Parte es una película chilena del año 2005. Dirigida por Rodrigo Gonçalves, protagonizada por Julia Beerhold y Alejandro Castillo.

## Sinopsis
Ana (Julia Beerhold), una europea nórdica, de belleza fría y carácter pragmático, viaja a Chile a cumplir el mandato de su padre: llevar sus cenizas mortuorias a la caleta de Horcón y entregar una pintura a un pescador llamado Pepe (Alejandro Castillo), que es el único que conoce el lugar preciso donde se deben esparcir las cenizas. Un universo de recuerdos narrados por Pepe se abrirá ante Ana, envolviéndola en una aventura que hará cambiar su personalidad. En el desenlace, Ana descifrará la pintura, sacando a la luz un oscuro secreto que causará la muerte de Pepe, con el que habría llegado a establecer una fogosa relación.

## Reparto
- Julia Beerhold como Ana.
- Alejandro Castillo como Pepe.
- Juan Pablo Sáez como Álvaro.
- François Soto como Capitán Caneo.
- Patricio Bambrilla
- Jorge Rodríguez
- Dani Pedersen
- Eugenio Morales
- Claudio Viancos
- Zita Pessagno

## Premios
- Mejor Música, Festival Internacional de Cine de Viña del Mar, Chile, 2005.
- Mejor Fotografía, Premio Pedro Sienna, Chile, 2005.
- Premio SCD, Sociedad Chilena del Derecho de Autor, Chile, 2006.